# Iglesia de San Francisco Javier (Enkhuizen)
La iglesia de San Francisco Javier (en neerlandés: Sint-Franciscus Xaveriuskerk) es una iglesia parroquial católica en Enkhuizen, en la región de Frisia Occidental, Holanda Septentrional, Países Bajos. Fue fundada y está dirigido por la Compañía de Jesús y se encuentra en la diócesis de Haarlem-Ámsterdam. Está situada en la  Westerstraat 107 y fue construida en 1905 en el sitio donde antes estaba una iglesia clandestina. La pila bautismal es un monumento nacional registrado oficialmente. 

## Descripción
La iglesia está en la misma ubicación de una antigua iglesia de la Compañía que no era visible desde la calle. La iglesia fue construida en 1905 y está dedicada a San Francisco Javier, uno de los fundadores de la Compañía de Jesús. El arquitecto fue Nicolaas Molenaar Sr., quien diseñó la iglesia en un estilo neogótico. De 1929 a 1930, la iglesia fue ampliada y la torre fue diseñada por su hijo Nicolaas Molenaar Jr. En 1989 , se decidió que la torre era inestable y se propuso fuese demolida. Sin embargo, se evitó la demolición propuesta. En cambio, en 1991, se hicieron trabajos de restauración de la torre que fue terminada y se le colocó una placa.